# Saint-Pierre-de-Jards
Saint-Pierre-de-Jards là một xã ở tỉnh Indre ở miền trung nước Pháp. Xã này có diện tích 18,01 km², dân số năm 1999 là 137 người. Khu vực này có độ cao trung bình 144 mét trên mực nước biển.